# 呂蔡瑜倫
呂蔡瑜倫（1998年11月8日—），原名蔡瑜倫，臺灣男子籃球運動員，場上位置為前鋒，最後效力於超級籃球聯賽台灣啤酒。呂蔡瑜倫的父親為阿美族人，呂蔡瑜倫就讀大同國小一年級就接觸了籃球，國小二年級加入籃球校隊，國小六年級曾代表苗栗縣參加全國小學田徑賽競逐鉛球項目，國小畢業後升學至大倫國中，曾幫助松山高中奪下隊史第四座與第五座高中籃球聯賽冠軍，跟松山高中前往日本與明成高等学校移地訓練時吸引了仙台大學教練的目光，之後獲得獎學金旅日，就讀仙台大學四年來擔任球隊先發球員，大四時眼看臺灣職籃蓬勃發展決定要回臺灣延續籃球路，2022年3月完成大學學業後返回臺灣投入選秀。
2022年7月呂蔡瑜倫在T1聯盟新人選秀會第二輪獲得台灣啤酒英熊指名，超級籃球聯賽新人選秀會第五輪被台灣啤酒選中，P. LEAGUE+新人選秀會第三輪被桃園領航猿遴選，8月與台灣啤酒英熊完成簽約，9月代表超級籃球聯賽台灣啤酒出席跨聯盟籃球邀請賽。2022–23年賽季，呂蔡瑜倫為台灣啤酒英熊出賽2場，場均出賽2分鐘34秒，挹注1.5分、0.5籃板。2023年2月2日，呂蔡瑜倫被台灣啤酒英熊借將至桃園永豐雲豹，效力桃園永豐雲豹期間為2月至6月。2024年呂蔡瑜倫與超級籃球聯賽台灣啤酒的合約到期後效力亞洲巡迴賽（The Asian Tournament）香港梵塔黑龍。

## 外部連結
- 呂蔡瑜倫在Eurobasket.com（球員）（英语）
- 呂蔡瑜倫在Flashscore（英语）